# NGC 4546
NGC 4546 is een elliptisch sterrenstelsel in het sterrenbeeld Maagd. Het hemelobject werd op 29 december 1786 ontdekt door de Duits-Britse astronoom William Herschel.

## Ecliptica
Het stelsel NGC 4546 bevindt zich betrekkelijk dicht bij de Ecliptica, hetgeen betekent dat, vanaf de Aarde gezien, het regelmatig bezoek krijgt van de planeten van het Zonnestelsel, alsook bedekt kan worden door de Maan.

## Synoniemen
- NGC 4546
- MCG -1-32-27
- UGCA 288
- PGC 41939